# 7328 Casanova
7328 Casanova è un asteroide della fascia principale. Scoperto nel 1984, presenta un'orbita caratterizzata da un semiasse maggiore pari a 2,5657765 UA e da un'eccentricità di 0,1877931, inclinata di 13,67441° rispetto all'eclittica.